# Issey Miyake
Issey Miyake (jap. 三宅 一生 Miyake Issei; ur. 22 kwietnia 1938 w Hiroszimie, zm. 5 sierpnia 2022) – japoński projektant mody.

## Życiorys
Issey Miyake urodził się w Hiroszimie 22 kwietnia 1938 roku jako Kazumaru Miyake. Jego dom mieścił się około 3 kilometry od miejsca wybuchu bomby atomowej w 1945 roku. W wieku 10 lat, rozwinęło się u niego zapalenie kości i szpiku, przez co matka musiała sprzedać własność rodziny na zakup penicyliny. W czasie dzieciństwa, Issey Miyake zafascynowany był amerykańskimi i francuskimi drukowanymi mediami oraz snuł marzenia o projektowaniu ubrań dla gwiazd filmowych.
W 1959 roku zaczął studiować projektowanie graficzne na Tama Bijutsu Daigaku (jap. 多摩美術大学), a po zakończeniu studiów w 1964 przeprowadził się do Paryża, gdzie rozpoczął naukę w szkole krawiectwa École de la Chambre Syndicale de la Couture Parisienne. Karierę rozpoczął w 1966 roku, przez pierwsze cztery lata jako asystent Guya Laroche’a, Hubert de Givenchy’ego i Geoffreya Benne.
W 1970 roku założył Miyake Design Studio w Tokio. Po raz pierwszy pokazał swoją kolekcję w Nowym Jorku w 1971 roku. W 1973 roku miał debiut w Paryżu, gdzie pokazał kolekcję jesienno-zimową.
W 1979 roku na International Design Conference w Aspen pokazał kolekcję o nazwie „East meets West”, prezentującą głównie T-shirty farbowane we wzory inspirowane japońskimi tatuażami oraz płaszcze szyte z użyciem japońskiej techniki sashiko, rodzaju haftu wzmacniającego tkaninę. Nowojorski dom towarowy Bloomingdale’s udostępnił dla tej kolekcji osobny dział sprzedaży. Po stworzeniu „East meets West”, Issey Miyake otworzył studio we Francji.
W 1985 roku londyńskie Muzeum Wiktorii i Alberta pokazało wystawę „Issey Miyake Bodyworks”.
W 1988 roku rozpoczął prace nad seriami plisowanych ubrań. Jedną z kolekcji z tej serii było „Pleats Please Issey Miyake” z 1993 roku.
W 1992 roku Issey Miyake stworzył kolekcję perfum L’Eau d’Issey o delikatnym zapachu inspirowanym wodą. W 1994 roku powstały perfumy dla mężczyzn L’Eau d’Issey pour Homme. 
W 1998 roku Fondation Cartier pour l’art contemporain w Paryżu pokazało wystawę „Issey Miyake: Making Things”. Wystawa w 1999 roku została pokazana w ACE Gallery w Nowym Jorku, a w 2000 roku w Muzeum Sztuki Współczesnej w Tokio.
W 1999 roku wystartował z kolekcją A-POC (A Piece of Cloth), będącą efektem 10 lat pracy z Daiem Fujiwarą, ekspertem włókienniczym. Są to ubrania zrobione przy wykorzystaniu maszyn tkackich sterowanych przez komputer. Kolekcji poświęcona była wystawa „A-POC Making. Issey Miyake & Dai Fujiwara” z 2001 roku, eksponowana w Vitra Design Museum w Berlinie.
W 2004 roku założył Miyake Issey Foundation.
Centre Georges Pompidou w 2005 roku pokazało „Pleats Please Issey Miyake” podczas wystawy „Big Bang”, zaś Narodowe Centrum Sztuki w Tokio poświęciło projektantowi największą w jego karierze wystawę w 2016 roku.
Zmarł 5 sierpnia 2022 na nowotwór wątroby.

## Kolekcje
Issey Miyake tworzył ubrania dla takich gwiazd, jak Keanu Reeves czy David Bowie. Jest twórcą czarnych golfów Steve’a Jobsa. Reprezentacja Litwy nosiła zaprojektowane przez niego stroje podczas Igrzysk Olimpijskich w 1992 roku w Barcelonie.

### Ubrania
- Pleats Please Issey Miyake[7]
- Homme Plisse Iissey Miyake[7]
- 132 5. Issey Miyake[7]
- Baobao Issey Miyake[7]
- me Issey Miyake[7]

### Perfumy
- L’Eau d’Issey (1992)[8]
- L’Eau d’Issey pour Homme (1994)[8]
- Nuit d’Issey (2014)[8]
- L’Eau d’Issey Pure (2016)[8]
- L’EAu Majeure d’Issey (2017)[8]

### Inne
- zegarki Issey Miyake Watch (2001)[8]
- oświetlenie in-ei (2012)[8]
- okulary Issey Miyake Eyes[8]

## Nagrody i wyróżnienia
- 1977, Mainichi Design Award[3][9]
- 1992, Nagroda Asahi[10]
- 1993, kawaler Legii Honorowej[3][9]
- 1998, Zasłużony dla kultury[9][10]
- 2004, The Wexner Award[3][11]
- 2005, Praemium Imperiale w kategorii rzeźba[3][12]
- 2006, Nagroda Kioto w dziedzinie sztuki i filozofii[3]
- 2010, Order Kultury[13]
- 2011, honorowy obywatel Hiroszimy[14]
- 2016, komandor Legii Honorowej[9][15]